# Piedecuesta
Piedecuesta är en kommun och stad i Colombia.   Den ligger i departementet Santander, i den norra delen av landet, 300 km norr om huvudstaden Bogotá. Antalet invånare i kommunen är 117 364. Arean är 380 kvadratkilometer.
Kommunen ingår i Bucaramangas storstadsområde och centralorten hade 101 185 invånare år 2008.